# 脇元華
脇元 華（わきもと はな、1997年10月4日 - ）は、宮崎県小林市出身の日本の女子プロゴルファーである。所属はGMOインターネットグループ。

## 経歴
父親の勧めにより8歳からゴルフを始める。
宮崎日本大学高等学校に入学、同高校時代の2013年「大王製紙エリエールレディスオープン」においてアマチュアとして日本女子プロゴルフ協会（LPGA）ツアーに初出場し41位タイとなる。
高校卒業後の2016年にUMKテレビ宮崎所属としてLPGA最終プロテストに進出、3日目までイーブンパー16位タイで合格が狙える位置にいたが、食中毒による体調不良により、79を叩き49位タイで不合格。同年ファーストクォリファイングトーナメント（QT）A地区に出場したが20位タイでセカンド以降に進めなかった。
2017年のLPGA最終プロテストに進むも27位タイで2打及ばず不合格。同年のQTはエントリーミスで不出場。翌シーズンの日本ツアーの出場権がない為台湾女子ツアーのQTに参加、トップ通過してフル出場権を得る。
2018年5月、台北ゴルフクラブで行われた台湾女子ツアーの「サンポレディスオープン」で優勝。同年LPGA最終プロテストに進出し8位タイとなり3度目の挑戦で合格、LPGA90期生となる。
オフにはジャンボ尾崎将司 邸で野沢真央らと練習を積む。
2019年から所属フリーとなる。同年はQTランキング23位でLPGAツアー前半戦に参戦、その後「第1回リランキング」12位、「第2回リランキング」9位と年間を通して出場資格を与えられ、最終的に賞金ランク47位となり自身初のシード入りを果たす。
2020年7月7日、GMOインターネットグループとの所属契約を結んだことを発表。

## TV出演
- ゴルフサバイバル